# Henrik Pontoppidan
För andra betydelser, se Henrik Pontoppidan (olika betydelser).
Henrik Pontoppidan, född 24 juli 1857 i Fredericia, död 21 augusti 1943 i Charlottenlund, var en dansk författare. Han var även bror till läkaren och professorn Knud Pontoppidan. Han mottog nobelpriset i litteratur 1917.

## Biografi
Pontoppidan var prästson från Fredericia, och tog 1874 så kallad adgangsexamen till Polyteknisk Læreanstalt (Tekniska Högskolan), men fullföljde inte sina ingenjörsstudier. Han var en tid lärare vid brodern Morten Pontoppidans folkhögskola och ägnade sig efter 1881 åt vittert författarskap. Han vistades dels i Köpenhamn, dels på landsbygden och i flera småstäder samt även en del i utlandet.
Han började sin bana som ivrig anhängare av realismen och väckte stor förargelse genom sina naturalistiska osminkade och pessimistiska skildringar, i vilka det tidigt framträdde en stark antipati mot ”den lyriska förruttningsprocessen”, som syntes honom känneteckna samtiden.
Mot slutet av sitt liv skrev han en självbiografi med titeln Undervejs til mig selv, som i bearbetad form kom ut 1943. Pontoppidan är en av den danska litteraturens främsta människoskildrare med en klar och saklig stilkonst. År 1917 fick han tillsammans med landsmannen Karl Gjellerup nobelpriset i litteratur. Dock fick han priset först efter att den tänkte pristagaren, Jakob Knudsen, avlidit. Så Pontoppidan var inte odelat begeistrad över utmärkelsen. 

## Böcker översatta till svenska
- Från landsbygden (Landsbybilleder) (översättning Ernst Lundquist, Bonnier, 1885)
- Kärlekens höga visa (Højsang) (okänd översättare, 1896)
- Borgmästar Hoeck och hans hustru (Borgmester Hoeck og Hustru) (okänd översättare, Veckans krönika, 1906)
- Det förlofvade landet (Det forjættede land) (översättning E. E., Fritze, 1907)
- Lycko-Per, 1–2 (Lykke-Per) (översättning Anna Ljungberg, Norstedt, 1918)
- Magister Glob: hans självporträtt (Magister Globs papirer) (översättning Anna Ljungberg, Norstedt, 1920)
- Thora van Deken: ett porträtt (Thora van Deken) (översättning Anna Ljungberg, Norstedt, 1921)
- Ung älskog; Villebråd; Borgmästare Hoeck och hans hustru (Ung elskov) (översättning Einar Thermænius, Vårt hem, 1929)